# Benny Andersson

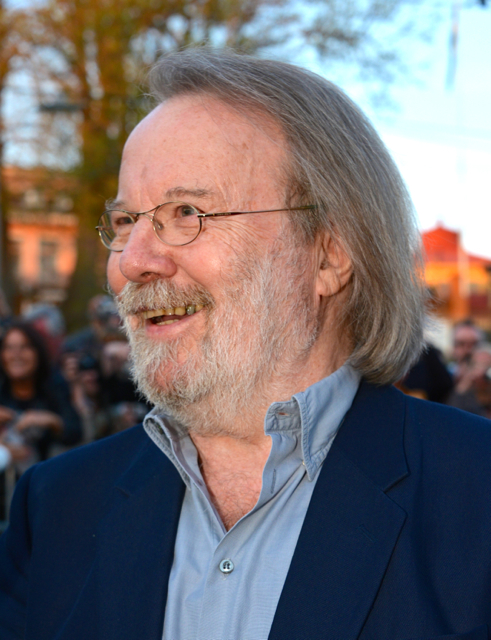

Göran Bror Benny Andersson (Vällingby, Stockholm, 16 december 1946) is een Zweeds muzikant en componist. Hij is vooral bekend geworden als lid van de succesvolle Zweedse popgroep ABBA. Andersson is drie jaar getrouwd geweest met mede-ABBA-lid Anni-Frid "Frida" Lyngstad-Reuss.
Andersson is in 1946 geboren in Stockholm als eerste kind van Gösta Andersson en zijn vrouw Laila. Andersson heeft een twee jaar jongere zus; Eva-Lis. Benny speelde eerst keyboard in The Hep Stars, een groep die in Zweden zeer succesvol was en in 1968 onder andere ook in Nederland met het nummer Sunny Girl een hit had.
Later ontmoette hij Björn Ulvaeus, met wie hij veel zou samenwerken. In 1972 vormden zij samen met hun vriendinnen Anni-Frid Lyngstad en Agnetha Fältskog een kwartet, waarmee ze meededen aan het Eurovisiesongfestival. Na negen jaar verloofd te zijn geweest trouwde hij met Anni-Frid op 6 oktober 1978. De twee scheidden in 1981. Benny trouwde een jaar later, in 1982, met Mona Nörklit, een Zweedse tv-persoonlijkheid. Ze kregen samen een kind, genaamd Ludvig Andersson.
Samen met Björn schreef hij verscheidene musicals, waaronder Chess (1984) Kristina från Duvemåla (1995), en Mamma Mia! (1999). Sinds eind jaren negentig treedt hij regelmatig op met zijn eigen band, Benny Anderssons orkester, en speelt hij Zweedse folkliederen op de accordeon. Ook speelt hij accordeon op het album For the Stars van Anne Sofie von Otter en Elvis Costello.

## Discografie

### Hep Stars
- 1965 - We and Our Cadillac - Olga LPO 01
- 1965 - Hep Stars on Stage - Olga LPO 02
- 1966 - The Hep Stars - Olga LPO 04
- 1967 - Jul med Hep Stars - Olga LPO 06
- 1968 - It's Been a Long Long Time - Cupol CLPNS 342
- 1968 - Songs We Sang 68 - LPO 07
- 1969 - Hep Stars på svenska - Olga LPO 11
- 1970 - How It All Started - Efel LPE 003

### Björn & Benny
- 1970 - Lycka

### Musicals
- 1984 - Chess
- 1995 - Kristina från Duvemåla
- 1999 - Mamma Mia!

### Gemini
- 1985 - Gemini
- 1987 - Geminism

### Soloalbum
- 1987 - Klinga mina klockor
- 1989 - November 1989
- 2017 - Piano

### Orsa spelmän
- 1988 - Orsa Spelmän
- 1990 - Fiolen min
- 1998 - Ödra

### Benny Anderssons Orkester
- 2001 - Benny Anderssons Orkester
- 2004 - BAO!
- 2005 - BAO på turné
- 2007 - BAO 3
- 2009 - Story of a Heart ("Benny Andersson Band")
- 2011 - O klang och jubeltid
- 2012 - Tomten har åkt hem